# Adrian Ocneanu
Adrian Ocneanu é um matemático romeno-estadunidense.
Obteve em 1983 um doutorado na Universidade de Warwick, orientado por Ciprian Foias, com a tese Actions of Discrete Amenable Groups on von Neumann Algebras. É professor da Universidade Estadual da Pensilvânia.
Foi palestrante convidado do Congresso Internacional de Matemáticos em Quioto (1990: Quantum Symmetry and the Classification of Sub-Factors).